# Evropski komisar za konkurenco
Evropski komisar za konkurenco je član Evropske komisije pristojen za politiko konkurence Evropske unije in za uveljavljanje pravil konkurence v sodelovanju z nacionalnimi organi za konkurenco.

## Seznam komisarjev
| #   | Ime                                           | Država              | Mandat                             | Predsednik komisije  |
| --- | --------------------------------------------- | ------------------- | ---------------------------------- | -------------------- |
| 1   | Hans von der Groeben                          | Nemčija             | 1958–1967                          |                      |
| 2.  | Maan Sassen                                   | Nizozemska          | 1967–1970                          |                      |
| 3.  | Albert Borschette                             | Luksemburg          | 1970–1976                          |                      |
| 4.  | Raymond Vouel Stranka evropskih socialistov   | Luksemburg          | 1976–1981                          |                      |
| 5.  | Frans Andriessen Evropska ljudska stranka     | Nizozemska          | 1981–1985                          | Gaston Thorn         |
| 6.  | Peter Sutherland Evropska ljudska stranka     | Irska               | 1985–1989                          | Jacques Delors       |
| 7.  | Leon Brittan                                  | Združeno kraljestvo | 1989–1993                          | Jacques Delors       |
| 8.  | Karel Van Miert Stranka evropskih socialistov | Belgija             | 1993-1999                          | Jacques Delors       |
| 8.  | Karel Van Miert Stranka evropskih socialistov | Belgija             | 1993-1999                          | Jacques Santer       |
| 9.  | Mario Monti neodvisen                         | Italija             | 1999–2004                          | Romano Prodi         |
| 10. | Neelie Kroes ALDE                             | Nizozemska          | 2004–2010                          | Mannuel Barroso      |
| 11. | Joaquín Almunia Stranka evropskih socialistov | Španija             | 2010–2014                          | Mannuel Barroso      |
| 12. | Margrethe Vestager ALDE                       | Danska              | 1. november 2014–30. november 2019 | Jean-Claude Juncker  |
| 12. | Margrethe Vestager ALDE                       | Danska              | 1. december 2019–30. november 2024 | Ursula von der Leyen |
| 13. | Teresa Ribera Stranka evropskih socialistov   | Španija             | 1. december 2024–                  | Ursula von der Leyen |